# 科爾薩克河
科爾薩克河（烏克蘭語：Корсак）是烏克蘭的河流，河道全長58公里，流域面積715平方公里，流經扎波羅熱州，最終注入亞速海，河口處在奧比季奇納灣，該河有四條支流。